# Praemastus minerva
Praemastus minerva är en fjärilsart som beskrevs av Paul Dognin 1891. Praemastus minerva ingår i släktet Praemastus och familjen björnspinnare. Inga underarter finns listade i Catalogue of Life.